# HD 221416
HD 221416 — одиночная звезда в созвездии Водолея на расстоянии приблизительно 311 световых лет (около 95,4 парсек) от Солнца. Видимая звёздная величина звезды — +8,15m. Возраст звезды оценивается как около 4,9 млрд лет.
Вокруг звезды обращается, как минимум, одна планета.

## Характеристики
HD 221416 — жёлто-оранжевая звезда спектрального класса G5, или K0IV-V. Масса — около 1,212 солнечной, радиус — около 2,943 солнечных, светимость — около 5,095 солнечных. Эффективная температура — около 5065 К.

## Планетная система
В 2019 году группой астрономов проекта TESS было объявлено об открытии планеты HD 221416 b.
В 2019 году учёными, анализирующими данные проектов HIPPARCOS и Gaia, у звезды обнаружена планета HIP 116158 c.